# Nabrzeżkowate

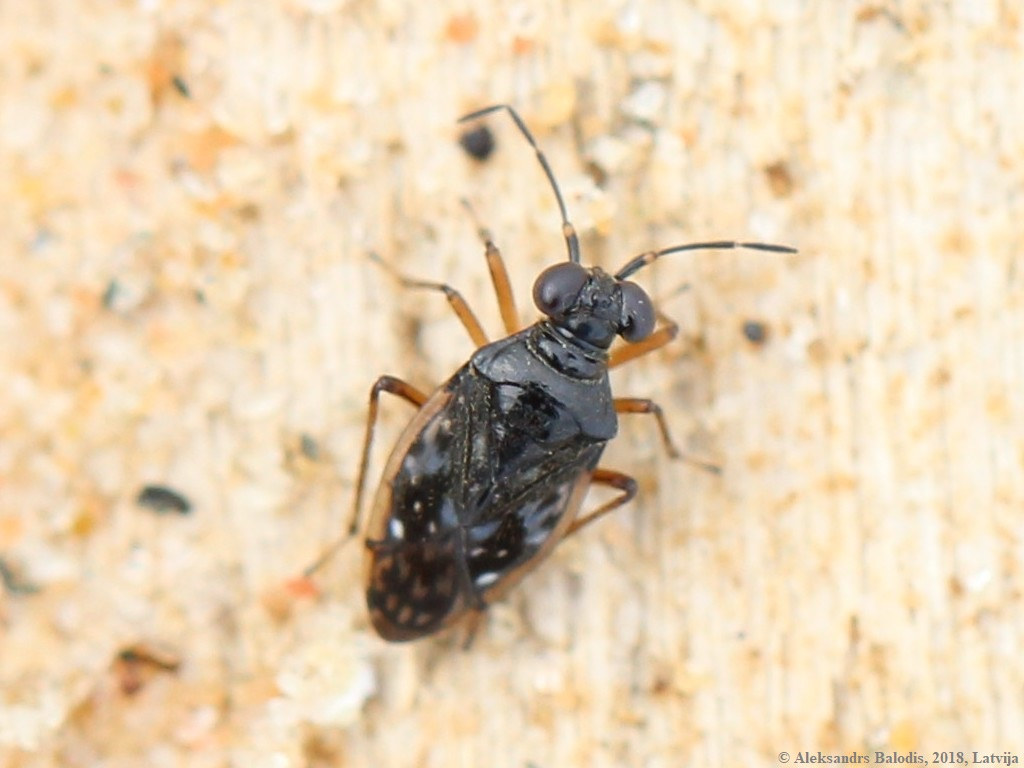
Chartoscirta elegantula

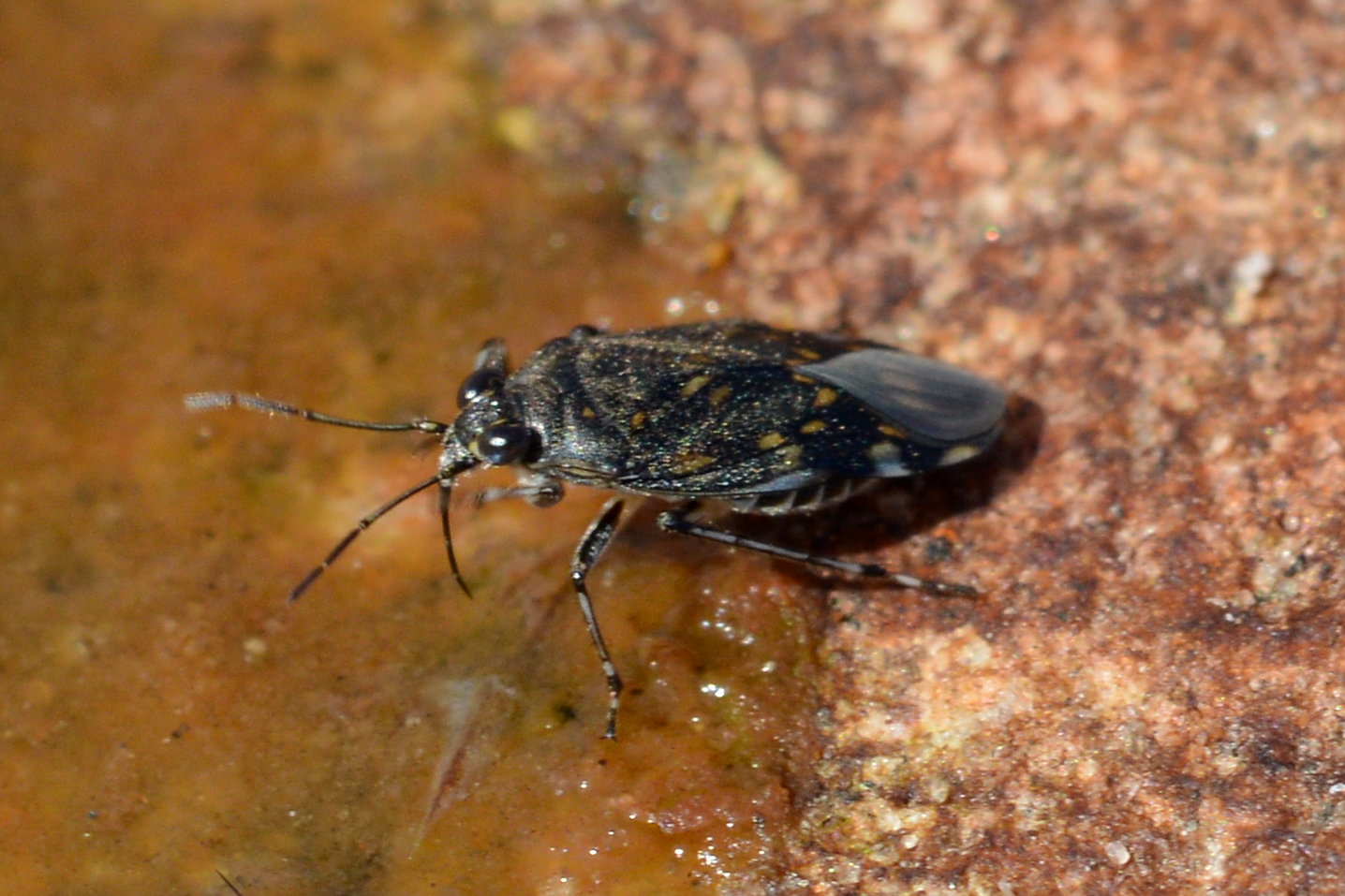
Pentacora ligata

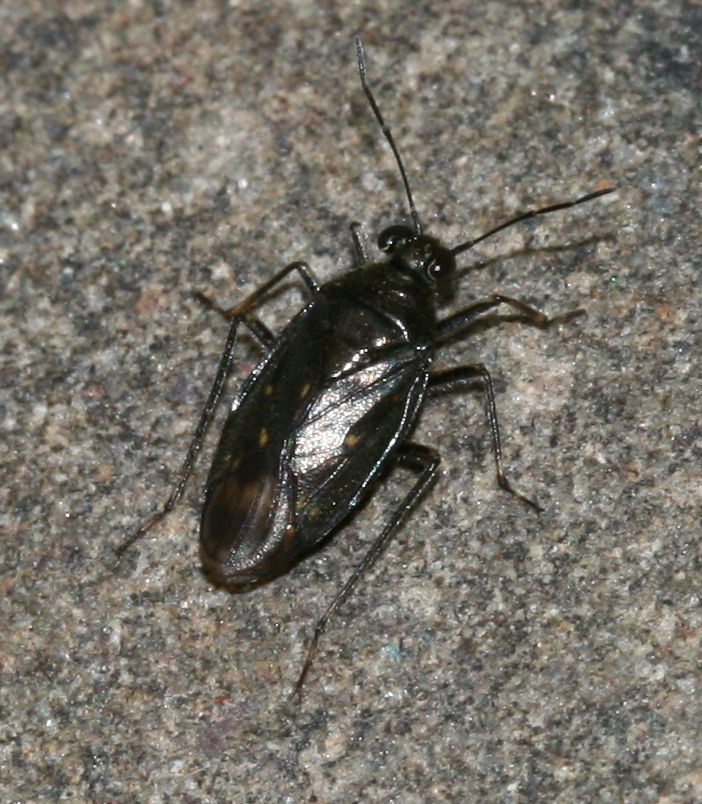
Macrosaldula scotica

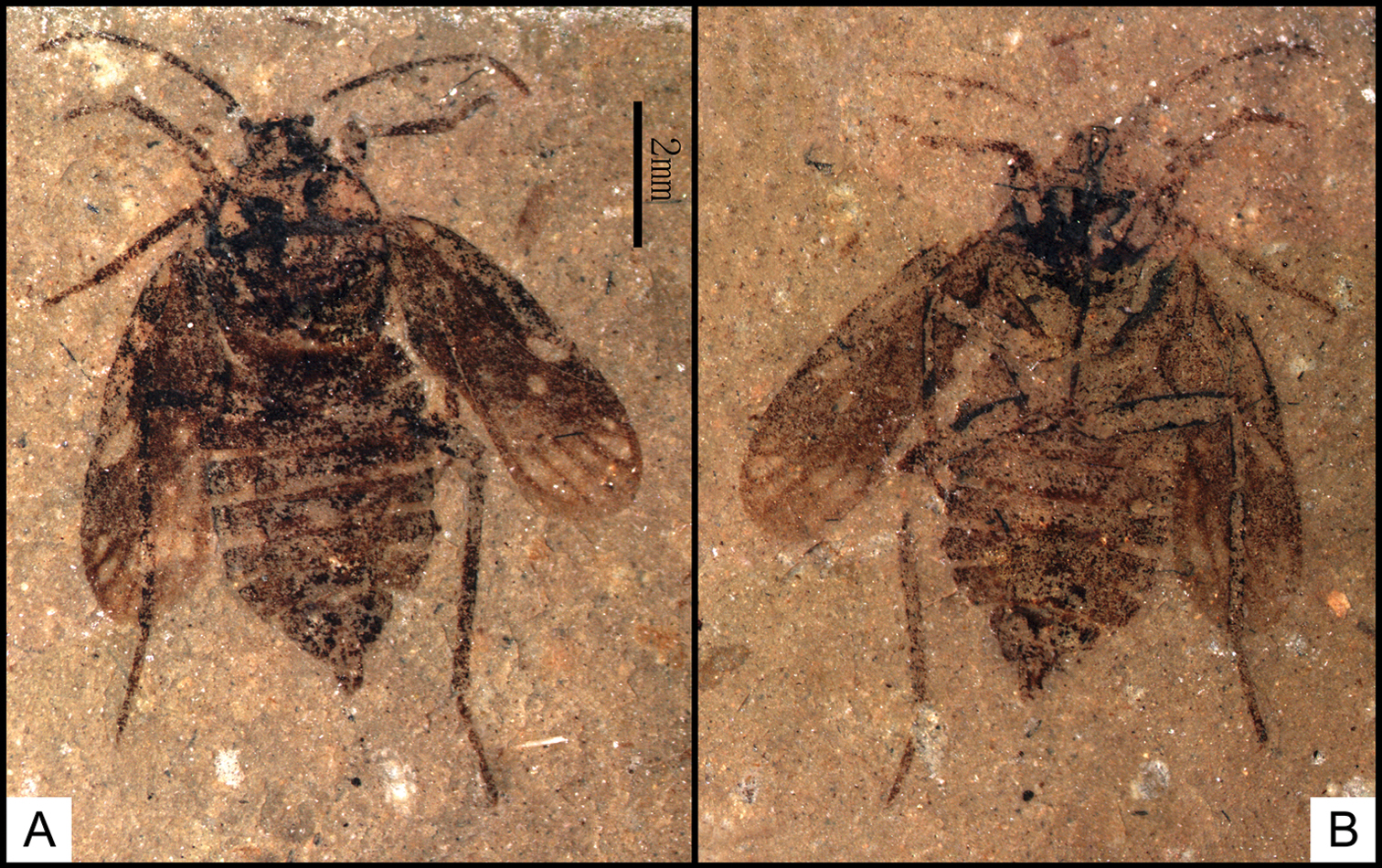
Skamieniałości Brevrimatus pulchalifer

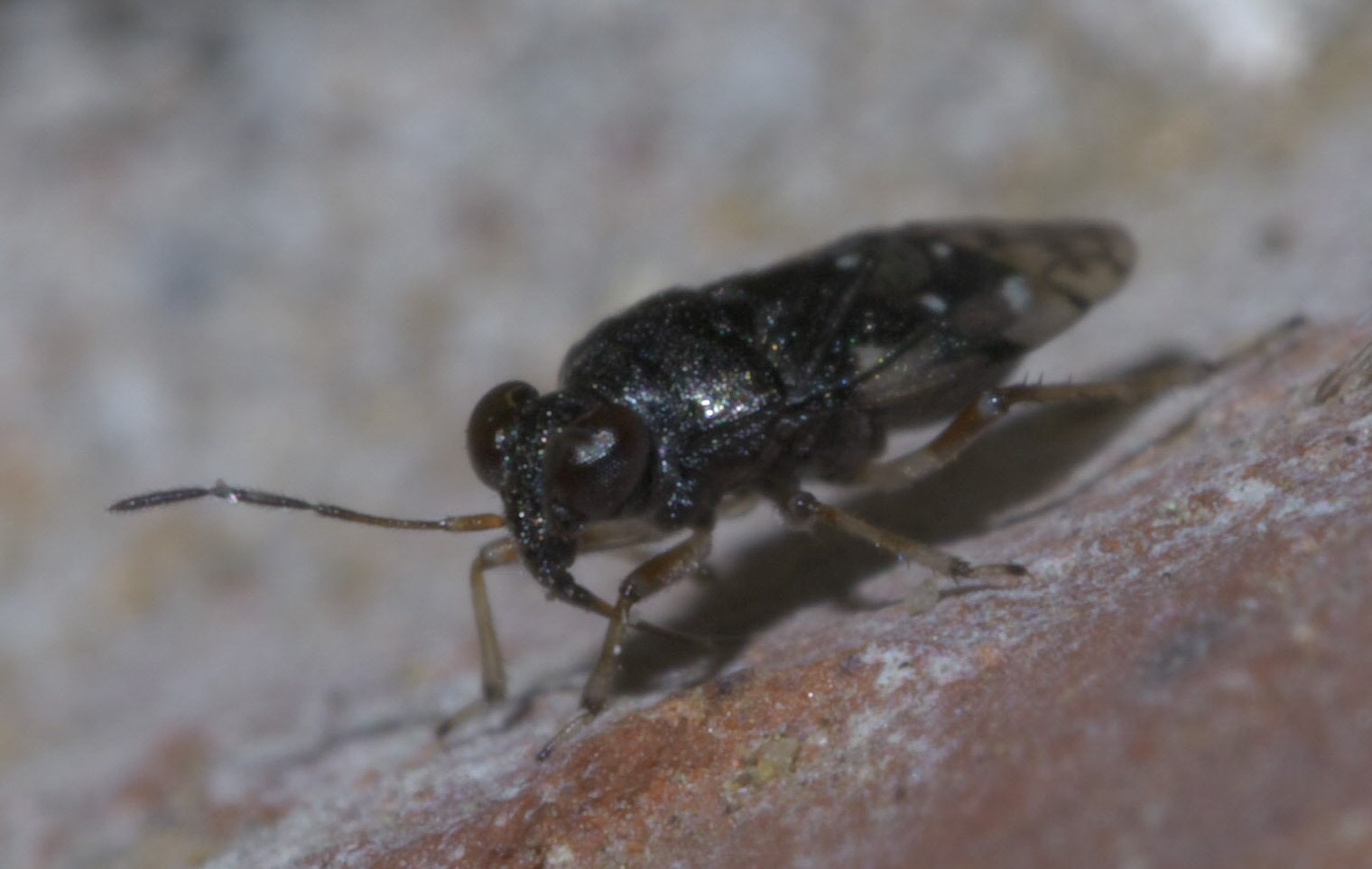
Micracanthia humilis

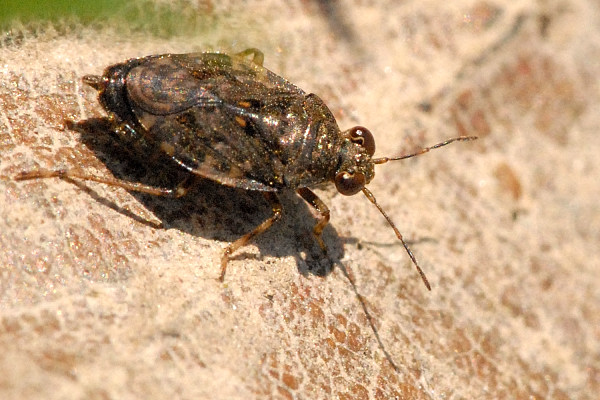
Saldula orthochila

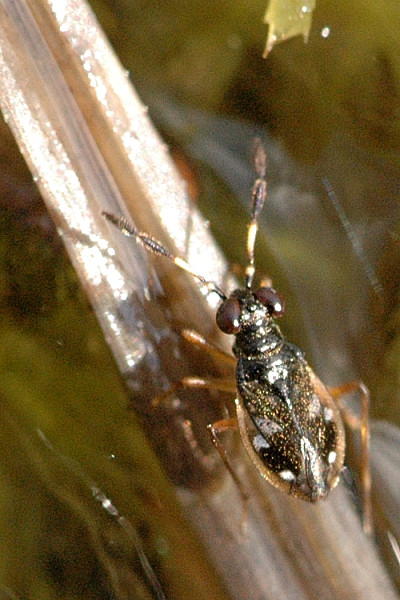
Chartoscirta cocksii

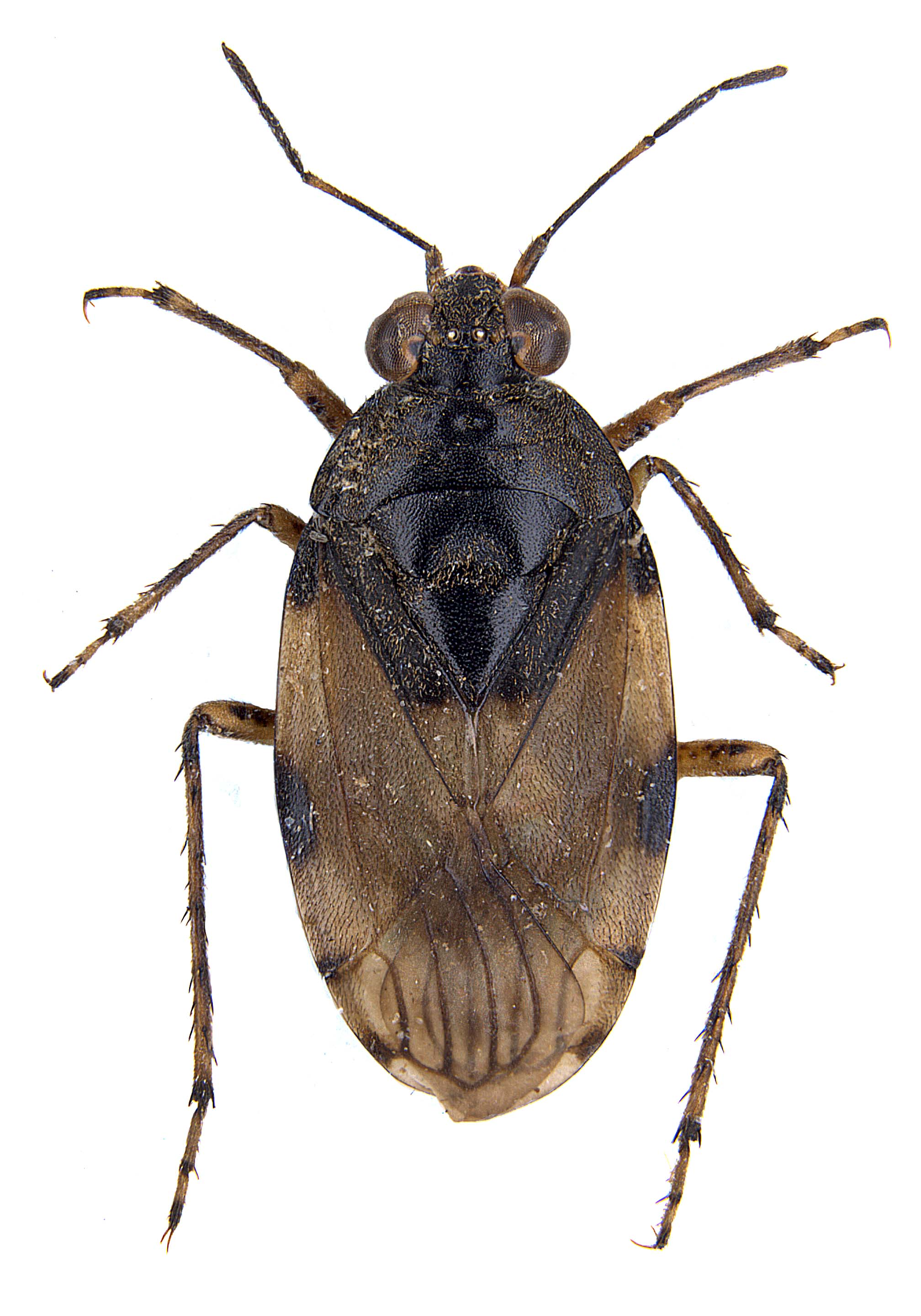
Saldula arenicola

Nabrzeżkowate (Saldidae) – rodzina pluskwiaków z  podrzędu różnoskrzydłych i nadrodziny Saldoidea. Obejmuje ponad 330 opisanych gatunków. Rozprzestrzenione są kosmopolitycznie. Zamieszkują pobrzeża wód słodkich i słonych oraz inne wilgotne siedliska. Są zwinnymi drapieżnikami oraz padlinożercami.

## Morfologia
Pluskwiaki te mają ciało w zarysie jajowate do wydłużonego, długości od 2,3 do 7,4 mm, pozbawione kolców. Samice są przeciętnie większe od samców. Ubarwienie mają maskujące, zwykle ciemne z jaśniejszymi znakami, często o wzorze wykazującym bardzo dużą zmienność wewnątrzgatunkową, utrudniającą oznaczanie.
Głowa jest krótka i silnie opada ku dołowi. Oczy złożone są bardzo duże, a w tyle mają rozległą, jasno odgraniczoną zatokę, wskutek czego ich kształt jest nerkowaty; tylnymi brzegami często sięgają przedniej krawędzi przedplecza, nie przekraczając jej jednak. Oczy te zawsze są krótko i nieregularnie owłosione. Niemal wszystkie gatunki dysponują również przyoczkami, których forma jest płaska. Na głowie występują co najmniej trzy pary trichobotrii: pierwsza para leży na ciemieniu, druga u podstawy czoła, a trzecia w jego dystalnej części. Niekiedy obecna może być jeszcze czwarta para na nadustku i piąta na wardze górnej. Długą i zwężającą się ku szczytowi kłujkę budują cztery człony, z których pierwszy jest bardzo krótki. Czułki również są długie i czteroczłonowe, porośnięte krótkimi jak i długimi włoskami. Ich drugi człon jest maczugowaty, a następne wrzecionowate.
Przedplecze jest trapezowate w zarysie i zaopatrzone w poprzeczną, półkolistą lub łukowatą bruzdę, oddzielającą nabrzmiałą część przednią. W pełni rozwinięte półpokrywy mają dwie linie zgięć, medialną i kostalną, oraz cztery lub pięć komórek o równoległych bokach w zakrywce. Powszechna w rodzinie jest wielopostaciowość skrzydeł (w obrębie tego samego gatunku występują osobniki o skrzydłach różnie rozwiniętych), obejmująca formy długoskrzydłe (makropteryczne), submakropteryczne, semibrachypteryczne, krótkoskrzydłe (brachypteryczne), koleopteryczne i mikropteryczne. Gruczoł zapachowy zatułowia otwiera się pojedynczym ujściem na zapiersiu. Epimery zatułowia zaopatrzone są w owłosione wyrostki języczkowatego kształtu. Odnóża mają wrzecionowate, pozbawione długich kolców uda, cienkie i zaopatrzone w liczne kolce golenie oraz trójczłonowe stopy.
Odwłok ma wszystkie przetchlinki położone na sternitach. Wyposażony jest w grzbietowe i brzuszne laterotergity. Trzeci segment odwłoka u samców zaopatrzony jest w pokryte szczecinami i kolcami płytki, biorące udział w łączeniu się z samicą podczas kopulacji. Między siódmym a ósmym sternitem leży para bocznych, zdolnych do wywracania się na zewnątrz gruczołów o nieznanej funkcji. Samiec ma dobrze rozwinięte i zesklerotyzowane parandria, haczykowate i zaopatrzone w wyraźne wyrostki zmysłowe paramery oraz skomplikowany fallus złożony z fallosomy, błony łączącej i wezyki. Samicę charakteryzuje dobrze wykształcone, lancetowane pokładełko z piłkowanymi walwulami.

## Biologia i ekologia
Owady te zamieszkują siedliska wilgotne. Większość występuje na nieporośniętych roślinnością brzegach rozmaitych wód słodkich, a także słonych, w tym w strefach międzypływowych i na plażach. Niektóre gatunki związane są z torfowiskami i podmokłymi łąkami. Liczne gatunki tropikalne są saksikolami, związanymi siedliskowo z dużymi kamieniami i głazami.
Najbardziej aktywne są w dni słoneczne, podczas gdy w dni deszczowe kryją się wśród roślinności. Owady dorosłe formy długoskrzydłej i submakropterycznej są bardzo zwinne – mają nie tylko zdolność do lotu, ale także do oddawania skoków przy użyciu tylnych skrzydeł. Formy semibrachypteryczne skaczą słabo i nie latają, a formy o skrzydłach jeszcze bardziej skróconych i larwy mogą jedynie biegać. Część gatunków wskakiwać może także na powierzchnię wody i przemieszczać się po niej.
Nabrzeżkowate są drapieżnikami i padlinożercami. Ich łupem padają rozmaite drobne bezkręgowce. W polowaniu pomagają im olbrzymie oczy. Ponadto potrafią one za pomocą chemoreceptorów na czułkach wyszukiwać ofiary pod ziemią, jak skąposzczety czy larwy muchówek, które następnie atakują wbijając w grunt kłujkę.
W trakcie kopulacji pluskwiaki te ustawiają się bokiem i sczepiają odwłokami. Samice składają jaja w glebie, wśród mchów, wyrzuconych na brzeg wodorostów, u nasady roślin oraz do wnętrza ich tkanek. U gatunków wydających na świat jedno pokolenie rocznie, w tym u większości Saldini, jajo jest stadium zimującym. Pozostałe gatunki, w tym większość Saldoidini, wydają na świat kilka pokoleń w roku, a stadium zimującym są postacie dorosłe. Na zimowiska wybierane mogą być miejsca odległe od wody, np. ściółka leśna, gniazda, dziuple czy szczeliny pod korą.

## Rozprzestrzenienie
Rodzina kosmopolityczna, znana ze wszystkich kontynentów oprócz Antarktydy, a także z rozlicznych wsyp, w tym tak odległych od stałego lądu jak Wyspa Świętej Heleny czy Hawaje. Chiloxanthinae występują głównie na półkuli północnej, zaś Saldunculini zamieszkują strefy międzypływowe rejonu indopacyficznego. Z Australii wykazano 10 gatunków z 3 rodzajów. W Polsce stwierdzono 23 gatunki z 7 rodzajów (zobacz: nabrzeżkowate Polski).

## Taksonomia
Takson ten wprowadzili w 1843 roku Charles Jean-Baptiste Amyot i Jean Guillaume Audinet-Serville. We współczesnym sensie rodzinę tę zdefiniowali w 1980 roku Randall T. Schuh i John T. Polhemus wydzielając z niej Aepophilinae w osobną rodzinę Aepophilidae.
Rodzina ta obejmuje ponad 330 opisanych gatunki współczesne i liczne wymarłe, zapisem kopalnym sięgając do barremu w kredzie. Jej klasyfikacja przedstawia się następująco:
- podrodzina: Chiloxanthinae Cobben, 1859
  - †Brevrimatus Zhang, Yao & Ren, 2011
  - Chiloxanthus Reuter, 1891
  - Enalosalda Polhemus & Evans, 1969
  - †Luculentsalda Zhang, Yao & Ren, 2013
  - †Oligosaldina Statz & Wagner, 1950
  - Paralosalda Polhemus & Evans, 1969
  - Pelachoris Drake, 1962
  - Pentacora Reuter, 1912
  - †Propentacora J. Polhemus, 1985
  - †Venustsalda Zhang et al., 2012
- podrodzina: †Enicocorinae Popov, 1980
  - †Baissotea Ryzhkova, 2015
  - †Mesolygaeus Ping, 1928
  - †Mongolocoris Ryzhkova, 2012
  - †Propritergum Zhang, Engel, Yao & Ren, 2014
  - †Ulanocoris Ryzhkova, 2012
- podrodzina: Saldinae Amyot & Serville, 1843
  - plemię: Saldini Amyot & Serville, 1843
    - Lampracanthia Reuter, 1912
    - Salda Fabricius, 1803
    - Sciodopterus Amyot & Serville, 1843
    - Sinosalda Vinokurov, 2004
    - Teloleuca Reuter, 1912

  - plemię: Saldoidini Reuter, 1912
    - Acanthia Fabricius, 1775
    - Aoteasalda Larivière & Larochelle, 2016
    - Calacanthia Reuter, 1891
    - Capitonisalda Polhemus, 1981
    - Capitonisaldoida J. Polhemus & D. Polhemus, 1991
    - Chartosaldoida Cobben, 1987
    - Chartoscirta Stål, 1868
    - Halosalda Reuter, 1912
    - Helenasaldula Cobben, 1976
    - Ioscytus Reuter, 1912
    - Isoscytus Reuter, 1912
    - Kiwisaldula Larivière & Larochelle, 2016
    - Macrosaldula Leston & Southwood, 1964
    - Mascarenisalda J. Polhemus & D. Polhemus, 1991
    - Micracanthia Reuter, 1912
    - Oiosalda Drake & Hoberlandt, 1952
    - Orthophrys Horváth, 1911
    - Orthosaldula Gapud, 1986
    - Pseudosaldula Cobben, 1961
    - Rupisalda Polhemus, 1985
    - Saldoida Osborn, 1901
    - Saldula Van Duzee, 1914
    - Zemacrosaldula Larivière & Larochelle, 2015

  - plemię: Saldunculini J. Polhemus, 1985
    - Salduncula Brown, 1954